# Schi alpin la Jocurile Olimpice de iarnă din 2014
Probele sportive de schi alpin la Jocurile Olimpice de iarnă din 2014 s-au desfășurat în perioada 9-22 februarie 2014 la Centrul alpin Rosa Hutor aflat în Krasnaia Poliana, Rusia (lângă orașul Soci). Au participat 328 de sportivi din 74 de țări.

## Calendarul competiției
Acest calendar cuprinde toate cele 10 probe de schi alpin.
Toate orele sunt în Ora României (UTC+2).
| Dată         | Oră   | Probă                     |
| ------------ | ----- | ------------------------- |
| 9 februarie  | 09:00 | Masculin, coborâre        |
| 10 februarie | 09:00 | Feminin, Super-combinată  |
| 10 februarie | 13:00 | Feminin, Super-combinată  |
| 12 februarie | 09:00 | Feminin, coborâre         |
| 14 februarie | 09:00 | Masculin, Super-combinată |
| 14 februarie | 13:30 | Masculin, Super-combinată |
| 15 februarie | 09:00 | Feminin, Super-G          |
| 16 februarie | 09:00 | Masculin, Super-G         |
| 18 februarie | 09:00 | Feminin, slalom uriaș     |
| 18 februarie | 12:30 | Feminin, slalom uriaș     |
| 19 februarie | 09:00 | Masculin, slalom uriaș    |
| 19 februarie | 12:30 | Masculin, slalom uriaș    |
| 21 februarie | 14:45 | Feminin, slalom           |
| 21 februarie | 17:00 | Feminin, slalom           |
| 22 februarie | 14:45 | Masculin, slalom          |
| 22 februarie | 18:15 | Masculin, slalom          |

### Informații traseu
| Dată       | Cursă                      | Înălțimea la start | Înălțimea la finiș | Cădere verticală | Lungime traseu | Gradient mediu |
| ---------- | -------------------------- | ------------------ | ------------------ | ---------------- | -------------- | -------------- |
| Dum 9 Feb  | Coborâre – masculin        | 2045 m             | 970 m              | 1075 m           | 3.495 km       | 30.8%          |
| Mie 12 Feb | Coborâre – feminin         | 1755 m             | 965 m              | 790 m            | 2.713 km       | 29.1%          |
| Vin 14 Feb | Coborâre – (SC) – masculin | 1947 m             | 970 m              | 977 m            | 3.219 km       | 30.4%          |
| Lun 10 Feb | Coborâre – (SC) – feminin  | 1755 m             | 965 m              | 790 m            | 2.713 km       | 29.1%          |
| Dum 16 Feb | Super-G – masculin         | 1592 m             | 970 m              | 622 m            | 2.096 km       | 29.7%          |
| Sâm 15 Feb | Super-G – feminin          | 1580 m             | 965 m              | 615 m            | 2.100 km       | 29.3%          |
| Mie 19 Feb | Slalom uriaș – masculin    | 1370 m             | 960 m              | 410 m            |                |                |
| Mar 18 Feb | Slalom uriaș – feminin     | 1365 m             | 965 m              | 400 m            |                |                |
| Sâm 22 Feb | Slalom – masculin          |                    |                    |                  |                |                |
| Vin 21 Feb | Slalom – feminin           |                    |                    |                  |                |                |
| Vin 14 Feb | Slalom – (SC) – masculin   | 1160 m             | 960 m              | 200 m            |                |                |
| Lun 10 Feb | Slalom – (SC) – feminin    | 1160 m             | 960 m              | 200 m            |                |                |

## Sumar medalii

### Medal table

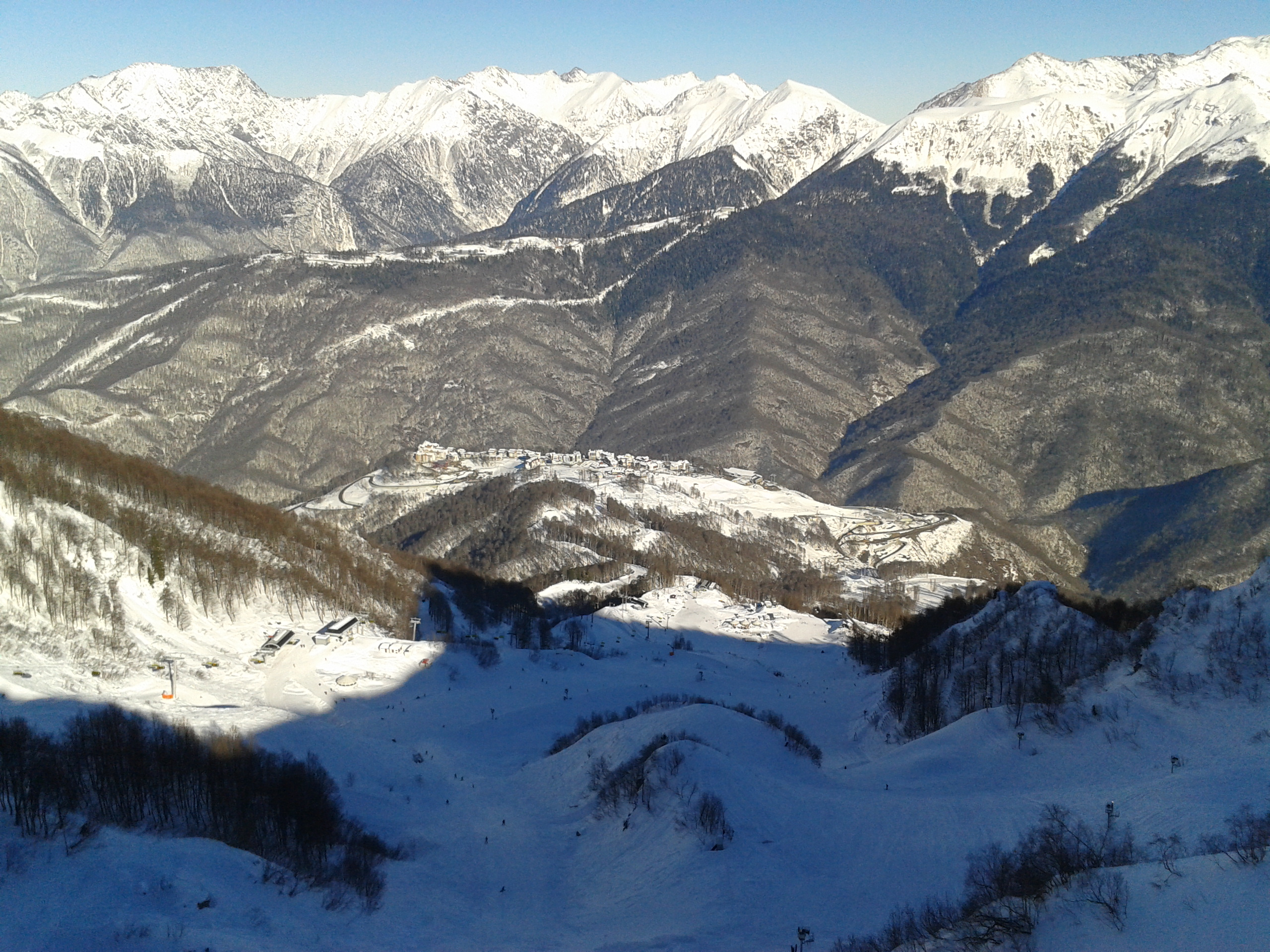
Rosa Hutor în 2013

| Loc   | Țară                             | Aur | Argint | Bronz | Total |
| ----- | -------------------------------- | --- | ------ | ----- | ----- |
| 1     | Austria (AUT)                    | 3   | 4      | 2     | 9     |
| 2     | Statele Unite ale Americii (USA) | 2   | 1      | 2     | 5     |
| 3     | Elveția (SUI)                    | 2   | 0      | 1     | 3     |
| 4     | Slovenia (SLO)                   | 2   | 0      | 0     | 2     |
| 5     | Germania (GER)                   | 1   | 1      | 1     | 3     |
| 6     | Norvegia (NOR)                   | 1   | 0      | 2     | 3     |
| 7     | Franța (FRA)                     | 0   | 1      | 1     | 2     |
| 7     | Italia (ITA)                     | 0   | 1      | 1     | 2     |
| 9     | Croația (CRO)                    | 0   | 1      | 0     | 1     |
| 10    | Canada (CAN)                     | 0   | 0      | 1     | 1     |
| Total | Total                            | 11  | 9      | 11    | 31    |

### Masculin
| Probă sportivă  | Aur                                           | Aur     | Argint                                              | Argint  | Bronz                                                                     | Bronz   |
| Coborâre        | Matthias Mayer · Austria (AUT)                | 2:06,23 | Christof Innerhofer · Italia (ITA)                  | 2:06,29 | Kjetil Jansrud · Norvegia (NOR)                                           | 2:06,33 |
| Super-G         | Kjetil Jansrud · Norvegia (NOR)               | 1:18.14 | Andrew Weibrecht · Statele Unite ale Americii (USA) | 1:18.44 | Jan Hudec · Canada (CAN) · Bode Miller · Statele Unite ale Americii (USA) | 1:18.67 |
| Slalom uriaș    | Ted Ligety · Statele Unite ale Americii (USA) | 2:45.29 | Steve Missillier · Franța (FRA)                     | 2:45.77 | Alexis Pinturault · Franța (FRA)                                          | 2:45.93 |
| Slalom          | Mario Matt · Austria (AUT)                    | 1:41.84 | Marcel Hirscher · Austria (AUT)                     | 1:42.12 | Henrik Kristoffersen · Norvegia (NOR)                                     | 1:42.67 |
| Super-combinata | Sandro Viletta · Elveția (SUI)                | 2:45.20 | Ivica Kostelić · Croația (CRO)                      | 2:45.54 | Christof Innerhofer · Italia (ITA)                                        | 2:45.67 |

### Feminin
| Probă sportivă  | Aur                                                          | Aur     | Argint                              | Argint         | Bronz                                            | Bronz   |
| Coborâre        | Tina Maze · Slovenia (SLO) · Dominique Gisin · Elveția (SUI) | 1:41.57 | Nu s-a acordat                      | Nu s-a acordat | Lara Gut · Elveția (SUI)                         | 1:41.67 |
| Super-G         | Anna Fenninger · Austria (AUT)                               | 1:25.52 | Maria Hoefl-Riesch · Germania (GER) | 1:26.07        | Nicole Hosp · Austria (AUT)                      | 1:26.18 |
| Slalom uriaș    | Tina Maze · Slovenia (SLO)                                   | 2:36.87 | Anna Fenninger · Austria (AUT)      | 2:36.94        | Viktoria Rebensburg · Germania (GER)             | 2:37.14 |
| Slalom          | Mikaela Shiffrin · Statele Unite ale Americii (USA)          | 1:44.54 | Marlies Schild · Austria (AUT)      | 1:45.07        | Kathrin Zettel · Austria (AUT)                   | 1:45.35 |
| Super-combinata | Maria Hoefl-Riesch · Germania (GER)                          | 2:34.62 | Nicole Hosp · Austria (AUT)         | 2:35.02        | Julia Mancuso · Statele Unite ale Americii (USA) | 2:35.15 |

## Țări participante
La probele sportive de schi alpin au participat 328 de sportivi din 74 de țări. Patru țări s-au calificat pentru prima dată la Jocurile Olimpice de iarnă și, așadar, în premieră la disciplina schi alpin: Malta, Timorul de Est, Togo și Zimbabwe. Pe lângă acestea, și Thailanda și Venezuela și-au făcut debutul la schi alpin. Sportivii din India au concurat drept Atleții Olimpici Internaționali, deoarece Comitetul Olimpic Indian a fost suspendat de CIO pentru fapte de corupție.
| - Albania (2) - Andorra (4) - Argentina (6) - Armenia (1) - Australia (5) - Austria (22) - Azerbaidjan (2) - Belarus (2) - Bosnia și Herțegovina (3) - Brazilia (2) - Bulgaria (4) - Canada (15) - Insulele Cayman (1) - Chile (3) - China (2) - Croația (8) - Cipru (2) - Cehia (8) - Danemarca (1) | - Estonia (2) - Finlanda (8) - Franța (19) - Germania (7) - Georgia (3) - Marea Britanie (2) - Grecia (3) - Ungaria (3) - Islanda (4) - Atleții Olimpici Independenți (1) - Iran (3) - Irlanda (2) - Israel (2) - Italia (19) - Japonia (2) - Kazahstan (4) - Kârgâzstan (1) - Letonia (5) - Liban (2) | - Liechtenstein (3) - Lituania (2) - Macedonia (1) - Malta (1) - Mexic (1) - Republica Moldova (1) - Monaco (3) - Muntenegru (2) - Maroc (2) - Noua Zeelandă (1) - Norvegia (10) - Pakistan (1) - Peru (2) - Polonia (6) - Portugalia (2) - România (3) - Rusia (9) - San Marino (2) | - Serbia (2) - Slovacia (9) - Slovenia (9) - Coreea de Sud (5) - Spania (5) - Suedia (12) - Elveția (21) - Tadjikistan (1) - Thailanda (2) - Timorul de Est (1) - Togo (1) - Turcia (2) - Ucraina (2) - Statele Unite ale Americii (20) - Uzbekistan (2) - Venezuela (1) - Insulele Virgine Americane (1) - Zimbabwe (1) |

### Calificare
Un număr maxim de 320 sportivi (apoi schimbat la 350 de Federația Internațională de Schi) a fost disponibil pentru calificări la disciplina schi alpin. Numărul de sportivi din delegație e în paranteze. Un Comitet Olimpic Național a putut trimite maxim 22 de sportivi (maxim 14 bărbați sau 14 femei). Au fost două standarde de calificare: A și B.